# Zajaro
Zajaro (en griego: Ζαχάρω) es un municipio de Grecia en la periferia de Grecia Occidental en la unidad periférica de Élide. En el censo de 2001 su población era de 13.716 habitantes.
A raíz de la reforma administrativa del Plan Calícrates, en vigor desde enero de 2011, se incorporaron a Zajaro nuevas unidades municipales.